# Łączki Brzeskie
Łączki Brzeskie – wieś w Polsce położona w województwie podkarpackim, w powiecie mieleckim, w gminie Przecław.
| SIMC    | Nazwa              | Rodzaj    |
| ------- | ------------------ | --------- |
| 0658691 | Górka              | część wsi |
| 0658700 | Kolonia            | część wsi |
| 0658716 | Miasteczko         | część wsi |
| 0658722 | Poręby Kądzielskie | część wsi |
| 0658739 | Poręby Nagoskie    | część wsi |
| 0658745 | Poręby Wylowskie   | część wsi |
| 0658751 | Stare              | część wsi |
| 0658768 | Zagrody            | część wsi |

W latach 1954–1960 wieś należała i była siedzibą władz gromady Łączki Brzeskie, po jej zniesieniu w gromadzie Przecław. W latach 1975–1998 miejscowość administracyjnie należała do województwa rzeszowskiego.